# D.P.
D.P. (um acrônimo de Deserter Pursuit) é uma série de televisão via streaming sul-coreana exibida em 27 de agosto de 2021, através da Netflix. É dirigida por Han Jun-hee, com roteiro de Kim Bo-tong e Han, baseado no webtoon D.P Dog's Day de Kim Bo-tong, sendo estrelada por Jung Hae-in, Koo Kyo-hwan, Kim Sung-kyun e Son Suk-ku.

## Sinopse
Situado em 2014, D.P. conta a história de uma equipe de policiais militares coreanos com a missão de capturar desertores. O soldado Ahn Joon-ho e o cabo Han Ho-yul se unem para encontra-los e acabam em uma jornada de aventuras.
A produção amplia a natureza indesejável dos militares, especialmente no contexto sul-coreano. O bullying e o trote generalizados, bem como a mentalidade de "sobrevivência do mais apto", são comuns, com aqueles presumidos como os "mais fracos" submetidos a experiências ruins nas mãos de seus superiores e compatriotas.

## Elenco

### Principal
- Jung Hae-in como Soldado 2.ª Classe Ahn Joon-ho
- Koo Kyo-hwan como Cabo Han Ho-yeol
- Kim Sung-kyun como 1° Sargento Park Beom-gu
- Son Suk-ku como Capitão Im Ji-sup

### De apoio
- Cho Hyun-chul como Jo Suk-bong
- Shin Seung-ho como Hwang Jang-soo
- Park Se-joon como Heo Ki-young
- Park Jung-woo como Shin Woo-suk
- Kim Dong-young como Choi Joon-mok
- Lee Jun-young como Jung Hyun-min
- Choi Joon-young como Heo Chi-do
- Moon Sang-hoon como Kim Roo-ri
- Hyun Bong-sik como Chun Yong-duk
- Hong Kyung como Ryu Yi-kang
- Bae Yoo-ram como Kim Kyu
- Oh Min-ae como mãe de Jun-mok
- Song Duk-ho como Lee Jae-chang
- Han Woo-yul como Tae Sung-gon
- Lee Yeon como Ahn Soo-jin, irmã mais nova de Joon-ho
- Joo Jong-hyuk como Lee Hyo-sang

#### Recorrente
- Go Kyung-pyo como Cabo Park Sung-woo[5]
- Lee Seol como Shin Hye-yeon, irmã de Shin Woo-seok e repórter[6]
- Choi Hyun-wook[7]

### Participações
- Kwon Hae-hyo como pai de Ahn Joon-ho (Eps. 1, 3–4)
- Lee Joong-ok como funcionário da hanjeungmak (Ep. 2)
- Won Ji-an como Moon Young-ok (Ep.3)[8]

## Episódios
| Temporadas | Temporadas | Episódios | Episódios | Originalmente lançado |
| ---------- | ---------- | --------- | --------- | --------------------- |
|            | 1          | 6         | 6         | 27 de agosto de 2021  |

### Temporada 1 (2021)
| N.º na série | N.º na temp. | Título                                              | Dirigido por | Escrito por               | Lançamento           |
| --- | ------------ | --------------------------------------------------- | ------------ | ------------------------- | -------------------- |
| 1 | 1            | "A Man Holding Flowers" "O Homem das Flores"        | Han Jun-hee  | Kim Bo-tong & Han Jun-hee | 27 de agosto de 2021 |
| O olhar aguçado de Jun-ho garante a ele uma posição na unidade. Em sua primeira missão com Park Sung-woo, as coisas não saem como planejado.                       |              |                                                     |              |                           |                      |
| 2 | 2            | "Daydream" "Sonhando Acordado"                      | Han Jun-hee  | Kim Bo-tong & Han Jun-hee | 27 de agosto de 2021 |
| Com alta do hospital, Han Ho-yeol retorna à base e faz parceria com Jun-ho para procurar um soldado visto pela última vez em uma estação de metrô.                 |              |                                                     |              |                           |                      |
| 3 | 3            | "That Woman" "Aquela Mulher"                        | Han Jun-hee  | Kim Bo-tong & Han Jun-hee | 27 de agosto de 2021 |
| Jun-ho e Ho-yeol ajudam em uma missão durante as férias. Na tentativa de obter informações, os dois se disfarçam para fazer amizade com a namorada de um desertor. |              |                                                     |              |                           |                      |
| 4 | 4            | "The Monty Hall Problem" "O Problema de Monty Hall" | Han Jun-hee  | Kim Bo-tong & Han Jun-hee | 27 de agosto de 2021 |
| O trote implacável muda a personalidade outrora calorosa de Cho Suk-bong. Cheio de responsabilidades, um recruta tentar fugir na calada da noite.                  |              |                                                     |              |                           |                      |
| 5 | 5            | "Military Dog" "Cão de Guerra"                      | Han Jun-hee  | Kim Bo-tong & Han Jun-hee | 27 de agosto de 2021 |
| Suk-bong chega ao limite. Durante sua investigação, a dupla fica sabendo dos eventos que aconteceram na saída de Hwang Jang-soo.                                   |              |                                                     |              |                           |                      |
| 6 | 6            | "Onlookers" "Vista Grossa"                          | Han Jun-hee  | Kim Bo-tong & Han Jun-hee | 27 de agosto de 2021 |
| Quando uma perseguição a um desertor se transforma em uma caçada a um criminoso, Jun-ho e Ho-yeol correm para encontrá-lo antes que homens armados o capturem.     |              |                                                     |              |                           |                      |

## Produção

### Desenvolvimento
No final de junho de 2020, a Lezhin Entertainment anunciou oficialmente que a Lezhin Studio e a Homemade Film co-produziriam uma adaptação em 6 partes do webtoon D.P: Dog Days de Kim Bo-tong, a ser lançada exclusivamente pela Netflix. A história é baseada na própria experiência de Kim durante seu serviço militar obrigatório.
O diretor e co-roteirista Han Jun-hee intencionava trabalhar na adaptação do webtoon "por cinco ou seis anos [antes de] finalmente ter a chance" de fazê-lo. Embora Ahn Joon-ho seja um cabo no webtoon, Han queria que ele fosse um Soldado 2ª Classe
na série para que as pessoas pudessem "ressoar com a história e considerar Joon-ho como um amigo que acabou de começar o serviço militar".

### Elenco
Em 3 de setembro de 2020, Jung Hae-in, Koo Kyo-hwan, Kim Sung-kyun e Son Suk-ku foram confirmados para estrelar a série. O personagem de Koo não aparece na webtoon, o que ele achou "difícil, mas emocionante, retratar um personagem exclusivo da série". Para preparar-se para seu papel, Koo recebeu ajuda de seu gerente, que fez parte da equipe D.P. durante seu serviço militar. Enquanto Jung, praticou boxe por três meses antes do início das filmagens, a fim de fazer suas próprias cenas de ação.
Kim Bo-tong, autor e roteirista da série, elogiou a atuação do elenco e comentou que: "Eles se encaixam tão perfeitamente em seus papéis que parece que os papéis foram escritos para eles".

## Recepção

### Audiência
Após seu lançamento, D.P liderou o Top 10 da Netflix na Coreia do Sul.

### Crítica especializada
William Schwartz do HanCinema, elogiou a atuação de Jung Hae-in, comentando que ele "está sublime aqui, em um papel cinematográfico taciturno radicalmente diferente dos romances pelos quais é mais conhecido". Ele acrescentou que "vale a pena assistir 'D.P', não apenas por pessoas curiosas sobre como é realmente o serviço militar obrigatório sul-coreano, mas por qualquer pessoa de qualquer país que esteja pensando seriamente em se alistar".
Pierce Conran, da publicação South China Morning Post, deu à série uma avaliação de 4,5 de um total de 5, observando que "D.P. chega em casa com uma história que abrange o passado e o presente, pois reconhece que os problemas de ontem ainda podem ser os de hoje." Ele também elogiou a cinematografia, bem como a "química elétrica" de Jung e Koo. Daniel Hart, escrevendo para Ready Steady Cut, também avaliou a série com 4,5 estrelas de um total de 5, descrevendo-a como "a melhor minissérie K-Drama deste ano".
Em uma crítica mista, Hidzir Junaini da NME, deu à série uma avaliação de 3 de um total de 5, comentando que "Kim Bo-tong e Han Jun-hee devem receber crédito por como esta série aborda um assunto tão extraordinariamente difícil e trágico com compaixão e sensibilidade", e elogiando as "performances uniformemente excelentes, cinematografia esplêndida, ritmo viciante e compromisso intrépido em lançar luz sobre a terrível cultura do bullying nas forças armadas", mas criticando a "caracterização fraca [dos] três protagonistas principais", considerando ruim a  escalada de eventos durante seu clímax, "que de repente transforma um programa bastante fundamentado em um suspense de ação melodramático".
| Ano  | Prêmio                    | Categoria                                        | Beneficiário            | Resultado | Ref.          |
| ---- | ------------------------- | ------------------------------------------------ | ----------------------- | --------- | ------------- |
| 2022 | APAN Star Awards          | Melhor Diretor                                   | Han Jun-hee             | Indicado  | [ 25 ] [ 26 ] |
| 2022 | APAN Star Awards          | Prêmio de Excelência Superior, Ator em OTT Drama | Jung Hae-in             | Venceu    | [ 25 ] [ 26 ] |
| 2022 | APAN Star Awards          | Prêmio de Excelência, Ator em OTT Drama          | Koo Kyo-hwan            | Indicado  | [ 25 ] [ 26 ] |
| 2022 | Baeksang Arts Awards      | Melhor Drama                                     | D.P.                    | Venceu    | [ 27 ] [ 28 ] |
| 2022 | Baeksang Arts Awards      | Melhor Diretor                                   | Han Jun-hee             | Indicado  | [ 27 ] [ 28 ] |
| 2022 | Baeksang Arts Awards      | Melhor Ator                                      | Jung Hae-in             | Indicado  | [ 27 ] [ 28 ] |
| 2022 | Baeksang Arts Awards      | Melhor Ator Coadjuvante                          | Cho Hyun-chul           | Venceu    | [ 27 ] [ 28 ] |
| 2022 | Baeksang Arts Awards      | Melhor Ator Revelação                            | Koo Kyo-hwan            | Venceu    | [ 27 ] [ 28 ] |
| 2022 | Baeksang Arts Awards      | Melhor Ator Revelação                            | Shin Seung-ho           | Indicado  | [ 27 ] [ 28 ] |
| 2022 | Blue Dragon Series Awards | Melhor Drama                                     | D.P.                    | Venceu    | [ 29 ] [ 30 ] |
| 2022 | Blue Dragon Series Awards | Melhor Ator Principal                            | Jung Hae-in             | Indicado  | [ 29 ] [ 30 ] |
| 2022 | Blue Dragon Series Awards | Melhor Ator Coadjuvante                          | Son Suk-ku              | Indicado  | [ 29 ] [ 30 ] |
| 2022 | Blue Dragon Series Awards | Melhor Ator Revelação                            | Koo Kyo-hwan            | Venceu    | [ 29 ] [ 30 ] |
| 2022 | Director's Cut Awards     | Melhor Ator (TV)                                 | Jung Hae-in             | Indicado  | [ 31 ]        |
| 2022 | Director's Cut Awards     | Melhor Ator (TV)                                 | Koo Kyo-hwan            | Venceu    | [ 31 ]        |
| 2022 | Director's Cut Awards     | Melhor Diretor (TV)                              | Han Jun-hee             | Indicado  | [ 31 ]        |
| 2022 | Director's Cut Awards     | Melhor Roteiro (TV)                              | Kim Bo-tong Han Jun-hee | Indicado  | [ 31 ]        |
| 2022 | Director's Cut Awards     | Melhor Ator Revelação (TV)                       | Koo Kyo-hwan            | Indicado  | [ 31 ]        |
| 2022 | Director's Cut Awards     | Melhor Ator Revelação (TV)                       | Cho Hyun-chul           | Venceu    | [ 31 ]        |
| 2022 | Director's Cut Awards     | Melhor Atriz Revelação (TV)                      | Won Jian                | Indicado  | [ 31 ]        |